# Pseudomalmea boyacana
Pseudomalmea boyacana là loài thực vật có hoa thuộc họ Na. Loài này được (J.F. Macbr.) Chatrou miêu tả khoa học đầu tiên năm 1998.